# Rubén Agüero
Rubén José Agüero  (ur. 20 lutego 1960 w Luján de Cuyo) – argentyński piłkarz, grający podczas kariery na pozycji obrońcy.

## Kariera klubowa
Rubén Agüero Moreno rozpoczął karierę w pierwszoligowym klubie Gimnasia y Esgrima Mendoza w 1981. W 1983 przeszedł do Estudiantes La Plata. Z Estudiantes zdobył mistrzostwo Argentyny w Nacional 1983. W Estudiantes Agüero występował przez 8 lat rozegrawszy w jego barwach 208 meczów, w których zdobył 14 bramek. W latach 1990–1992 występował w stołecznym Lanús. Ogółem w latach 1981-1992 rozegrał w lidze argentyńskiej 290 spotkań, w których zdobył 14 bramek. Latem 1992 trafił do ekwadorskiego Deportivo Quito, w którym kilka miesięcy później zakończył karierę.
| Sezon   | Klub                       | Kraj      | Rozgrywki        | Mecze | Bramki |
| ------- | -------------------------- | --------- | ---------------- | ----- | ------ |
| 1981    | Gimnasia y Esgrima Mendoza | Argentyna | Primera División | 6     | 0      |
| 1982    | Gimnasia y Esgrima Mendoza | Argentyna | Primera División | 16    | 0      |
| 1983    | Estudiantes La Plata       | Argentyna | Primera División | 47    | 3      |
| 1984    | Estudiantes La Plata       | Argentyna | Primera División | 28    | 0      |
| 1985    | Estudiantes La Plata       | Argentyna | Primera División | 10    | 1      |
| 1985/86 | Estudiantes La Plata       | Argentyna | Primera División | 27    | 1      |
| 1986/87 | Estudiantes La Plata       | Argentyna | Primera División | 28    | 2      |
| 1987/88 | Estudiantes La Plata       | Argentyna | Primera División | 34    | 7      |
| 1988/89 | Estudiantes La Plata       | Argentyna | Primera División | 8     | 0      |
| 1989/90 | Estudiantes La Plata       | Argentyna | Primera División | 26    | 0      |
| 1990/91 | Lanús                      | Argentyna | Primera División | 31    | 0      |
| 1991/92 | Lanús                      | Argentyna | Primera División | 29    | 0      |
| 1992    | Deportivo Quito            | Ekwador   | Serie A          | 15    | 0      |

## Kariera reprezentacyjna
W reprezentacji Argentyny Agüero  zadebiutował 13 stycznia 1984 w wygranym 1-0 meczu w Nehru Cup z Indiami. Na tym turnieju wystąpił jeszcze w meczu z Polską i Chinami, który był jego ostatnim meczem w reprezentacji.
| Mecze i gole w reprezentacji | Mecze i gole w reprezentacji | Mecze i gole w reprezentacji | Mecze i gole w reprezentacji | Mecze i gole w reprezentacji | Mecze i gole w reprezentacji | Mecze i gole w reprezentacji |
| #                            | Data                         | Miasto                       | Przeciwnik                   | Gol                          | Wynik                        | Rozgrywki                    |
| ---------------------------- | ---------------------------- | ---------------------------- | ---------------------------- | ---------------------------- | ---------------------------- | ---------------------------- |
| 1.                           | 13.01.1984                   | Kalkuta                      | Indie                        |                              | 1:0                          | Nehru Cup                    |
| 2.                           | 17.01.1984                   | Kalkuta                      | Polska                       |                              | 1:1                          | Nehru Cup                    |
| 3.                           | 20.01.1984                   | Kalkuta                      | Chiny                        |                              | 0:1                          | Nehru Cup                    |

W 1988 Agüero uczestniczył w Igrzyskach Olimpijskich w Seulu. Na turnieju w Korei Południowej wystąpił w dwóch meczach z USA i ZSRR.